# De symfonische gedichten van Franz Liszt
De dertien symfonische gedichten van Ferenc Liszt vormen zijn belangrijkste orkestwerken. De enorme hoeveelheid symfonische gedichten van Ferenc Liszt zijn uitstekende uitingen van dit Romantische muziekgenre. Zij zagen het levenslicht als aparte composities maar Liszt bedoelde en zag ze feitelijk als een enorme cyclus. Chronologisch zowel als in termen van concept behoren zij tot het centrum van Liszts leven.

## Introductie
De complete lijst van Liszts symfonische gedichten is als volgt:
- Ce qu'on entend sur la montagne, S95 (‘Bergsymphonie’)
- Tasso, lamento et triomfo, S96
- Les Préludes, S97
- Orpheus, S98
- Prometheus, S99
- Mazeppa, S100
- Festklänge, S101
- Heroïde funèbre, S102
- Hungaria, S103
- Hamlet, S104
- Hunnenschlacht, S105
- Die Ideale, S106
- Von der Wiege bis zur Grabe, S107

De toevoeging van de hoofdletter S en een nummer verwijst naar de catalogisering van de Engelse musicoloog Humphrey Searle.

## Ontstaan

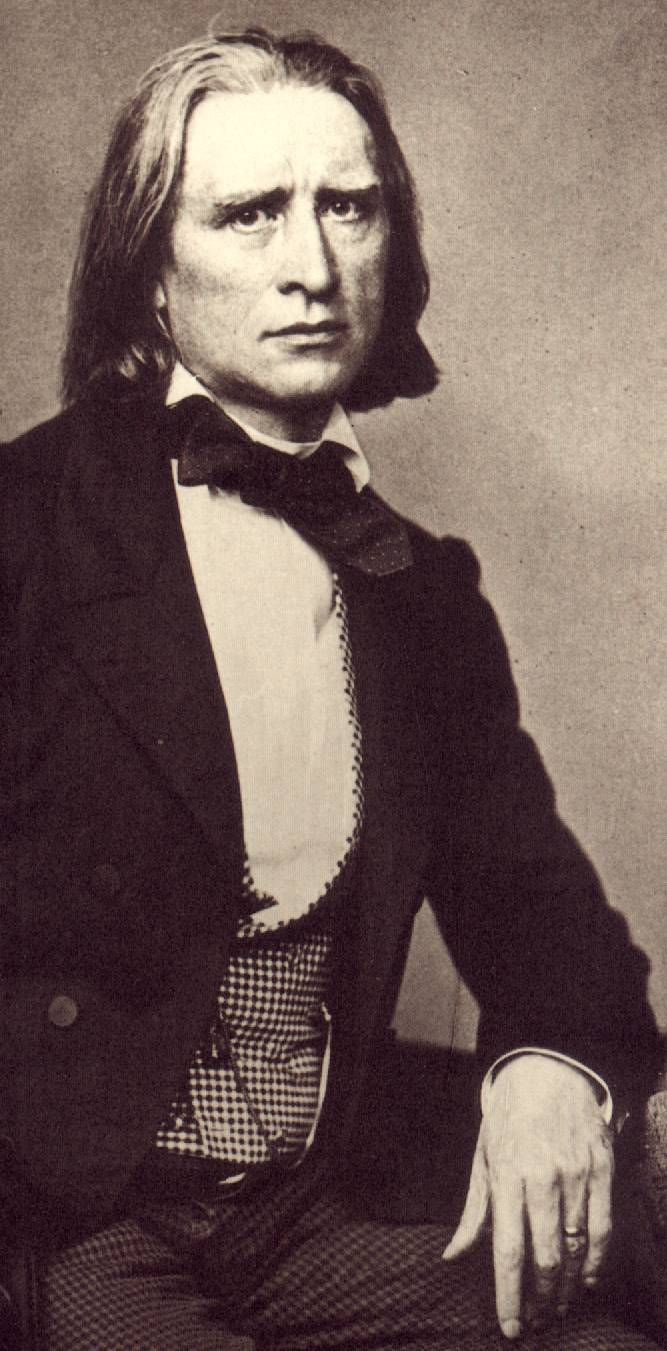
Franz Liszt; foto van Franz Hanfstaengl uit 1858

Alle uitingen van Liszt als componist vanaf zijn zogenaamde ‘virtuoze’ periode (zijn studietijd tot en met de tijd dat hij als virtuoos pianist voortdurend op reis was) leiden direct naar de symfonische gedichten. Zijn notitieboeken uit de periode 1829 tot en met 1832 worden bewaard in Weimar. De daarin genoteerde muzikale gedachten en invallen wijzen naar werken voor piano én piano met orkest (zoals zijn latere werken ‘Malédiction’ en een pianoconcert). Bij de invallen zijn programma-achtige verwijzingen genoteerd en literaire associaties toegevoegd. Een ander belangrijk gegeven is dat Liszt in 1830, gedurende de Juli-revolutie in Parijs, een ‘Revolutionaire Symfonie’ wilde componeren. Hij kwam niet verder dan het noteren van enkele ideeën en orkestraties. Deze symfonie kreeg echter wel een vervolg en wel in de symfonische gedichten van zijn Weimar-periode terwijl enkele details in het symfonisch gedicht Heroïde funèbre (1849) zijn terug te vinden.
In 1830 voltooide Liszt geen orkestwerken maar in zijn pianowerken komen al symfonische elementen ten gehore. Zijn pianowerken laten horen dat hij in staat was met één instrument een orkest na te bootsen. Hij bewerkte Hector Berlioz' Symphonie fantastique voor pianosolo (‘Partition de piano’ genaamd), ouvertures van Berlioz, Beethovens negen symfonieën en andere bekende orkestwerken (uit die tijd). Liszts orkestkleuren in deze werken verwijzen voortdurend naar orkestinstrumenten (zoals de hoorn, trompet, harp etc.). Op vergevorderde leeftijd droeg Liszt zijn leerlingen ook altijd op zijn pianowerken symfonisch te spelen.
Het grootste gedeelte van Liszts composities tussen 1830 en het midden van de jaren 1840 laten een symfonisch karakter horen. Voorbeelden daarvan zijn te vinden in de opbouw (in bijvoorbeeld de operafantasieën) en het monumentale van de compositie. Alle registers van de piano klinken vaak tegelijk alsof er vier handen spelen in plaats van twee. Waarschijnlijk omdat Liszt leefde als een rondreizende pianoartiest componeerde hij in die tijd weinig symfonische muziek. Wellicht ontbrak hem de tijd of viel het componeren voor pianosolo hem eenvoudiger toe. Hij ervoer zich ook onvoldoende ertoe in staat. Voor het instrumenteren van zijn pianowerk ‘Hexaméron’ (voor piano en orkest) liet hij een bevriende componist de orkestbegeleiding componeren. In 1839 was hij wel bezig met de eerste versie van een pianoconcert en zijn eerste Beethovencantate (van 1845) orkestreerde hij zelf. Pas toen hij zich in Weimar vestigde (1848) ging hij zich geconcentreerd toeleggen op symfonische werken. Gedurende deze tijd componeerde hij naast de symfonische gedichten zijn beroemde ‘Faust Symfonie’ en de ‘Dante Symfonie’. Bij de eerste versies van de symfonische gedichten - die toen nog aangeduid werden als ouvertures - benutte Liszt nog hulp van andere componisten, bijvoorbeeld August Conradi en Joachim Raff.

## Eerste versies
Alhoewel deze hulp niet overdreven moet worden ingeschat, componeerde Liszt de eerste ouvertures schetsmatig als zogenaamde ‘particellas’ (verkorte, onuitgewerkte notaties) en gaf daarbij vele orkestratieaanwijzingen. Deze schetsen gingen daarna naar Conradi die er een complete orkestpartituur van maakte. Liszt gebruikte deze dan weer voor de eerste repetities ten behoeve van de premières. Gedurende de repetities vielen Liszt dan nieuwe ideeën in en hij noteerde deze, inclusief opmerkingen over fouten, in de partituur. Dit gecorrigeerde manuscript ging daarna naar Raff die een totaal nieuwe kopie produceerde en de orkestratie verfijnde met behulp van Liszts aanwijzingen. Men kan vraagtekens stellen bij het waarom van deze aanpak omdat Liszts eerste schetsen voldoende aanwijzingen geven in de richting van een goede orkestratiekunst. Misschien voelde hij zich onzeker of wilde snel werken. Zijn samenwerking met Raff eindigde in 1854 en sindsdien gebruikte Liszt geen enkele assistentie meer voor zijn orkestwerken. Uiteindelijk ontwikkelde hij een zelfvertrouwen dat net zo groot als dat van Berlioz of Richard Wagner was.

## Inspiraties
Op 24-jarige leeftijd stelde Liszt over de muziek van de toekomst: ‘Deze muziek, die we omdat er geen andere beschrijving is, humanistisch zouden kunnen noemen, moet sterk, effectief en bloemrijk zijn; ze zou theater en kerk onder één noemer moeten vatten; de ene keer moet ze dramatisch en sacraal zijn, de andere keer gedragen en serieus en dan weer spectaculair en simpel, trots en ongecompliceerd, stormachtig en kalm, puur en intiem’. (Uit: ‘Die kirchliche Zukunftsmusik’.) Deze ‘toekomstmuziek’ is voornamelijk terug te vinden in de symfonische gedichten. Liszts eerste symfonische gedichten - in de eerste versies dus nog ouvertures genoemd - waren voorspelen bij de opening van het een of het andere (muziek)festival. Zo diende Tasso als openingsprelude bij een festival ter ere van Goethes geboortejaar; Prometheus werd gecomponeerd ter ere van de onthulling van een standbeeld van Herder in Weimar en Orpheus diende als prelude bij een opvoering van Glucks Orfeo ed Euridece.
Liszt wilde in Weimar een festivalstad doen herrijzen die, net als in Bayreuth voor de muziek van Wagner, jaarlijks een grote hoeveelheid nieuwe muziek ten gehore zou brengen. Uiteindelijk waren er wel zo nu en dan festivals maar niet als terugkerend fenomeen. Liszt werkte de als ouvertures bedoelde werken daarna om, voegde een programma toe en hernoemde ze ‘symfonische gedichten’.

## Een nieuwe vorm
Deze naamsverandering was echter niet zomaar. Ook hun functie veranderde. Na de bewerkingen waren de stukken complexer geworden en pasten niet meer in de klassiek-romantische interpretatie en indeling als ouverture (die meestal in sonatevorm was gegoten). Naast de vager gehouden sonatevorm komt nu de variatievorm naar voren en men krijgt het idee van een cyclische vorm onderverdeeld in verschillende delen. Dit totaal komt dan tot uiting in een muziekstuk van één, vaak lang, deel.
Deze nieuwe vorm is niet zonder precedenten in Liszts werken zelf. Zo zijn in zijn vroege werk ‘Malédiction’ voor piano en orkest, de fantasie op thema’s van Beethovens ‘Die Ruinen von Athen’ en de orkestratie van Schuberts ‘Wandererphantasie’ al voorbodes van deze ontwikkeling te beluisteren. De transcriptie van het laatste werk, feitelijk een pianoconcert in één deel, laat misschien wel het duidelijkst zien dat een ketting van kleine delen tot één groot, ononderbroken werk gemaakt kan worden. De beide pianoconcerten en de ’Totentanz’ voor piano en orkest zijn tegelijk met de eerste symfonische gedichten gecomponeerd en laten hetzelfde principe horen.
Dus leiden alle ontwikkelingen bij Liszt naar de symfonische gedichten. Maar vanuit deze ontwikkeling takken weer andere af. Na zijn Weimar-periode gaat Liszt meer aandacht besteden aan technische details in het componeren. Zo raakt hij enigszins geobsedeerd door het feit dat hij religieuze argumenten of verwijzingen wil toevoegen aan de muzikale schildering van zijn helden (zoals in Mazeppa). In de latere symfonische gedichten, zoals in Hamlet, introduceert de ‘oude’ Liszt meer verbrokkelde vormen en soms zodanig ‘kale’ repetitieve muziek dat zij futuristisch vooruit wijst naar de muziek van de avant garde.